# Brumovice (przystanek kolejowy)
'Brumovice – przystanek kolejowy w Brumovicach, w kraju południowomorawskim, w Czechach. Znajduje się na wysokości 175 m n.p.m.
Jest zarządzany przez Správę železnic. Na przystanku istnieje możliwości zakupu biletów i rezerwacji miejsc.

## Linie kolejowe
- 255 Hodonín - Zaječí